# علی‌محمد خادم میثاق

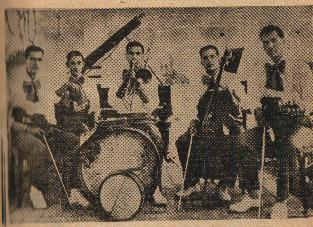
هیئت ارکستر کافه بلدیه تهران در سال ۱۳۱۱ خورشیدی از راست: احمد فروتن راد، مهدی دفتری، علی‌محمد خادم میثاق، جواد معروفی و روح‌الله خالقی

علی‌محمد خادم میثاق (زاده ۱۲۸۶ خورشیدی – ۲۶ مرداد ۱۳۳۷) آهنگساز و نوازنده اهل ایران بود. پدر او میرزا مهدی از خانواده یهودی بود که به اسلام گروید و آهنگخوان زورخانه و شاهنامه خوان شد. نهایتاً او از پیروان عبدالبهاء گردید و به همراه خانواده اش به دین بهائیت گروید.
وی پس از پایان تحصیلات ابتدایی، وارد مدرسه موزیک شد. پیانو و کنترباس را نزد عزت‌الله مین باشیان و سرایش و هماهنگی را از سالار معزز (غلامرضا مین باشیان) آموخت. موسیقی ایرانی را نیز در دوران ریاست علینقی وزیری در این مدرسه فرا گرفت و چندی هم از آموزش‌های رودلف اوربانتس در زمینه هارمونی بهره‌مند شد.
خادم میثاق ضمن سالها تدریس تئوری موسیقی و هارمونی در مدرسه موسیقی دولتی که بعدها به هنرستان عالی موسیقی (کنسرواتوار تهران) تغییر نام داد و همچنین هنرستان موسیقی ملی، تا پایان عمر در ارکستر سمفونیک تهران، کنترباس می‌نواخت.
علیمحمد خادم میثاق از سال ۱۳۱۸ با همکاری حسن رادمرد، دسته موزیک سازهای بادی را رهبری می‌کرد و مدیریت دایره هنرستان عالی موسیقی نیز در سال ۱۳۲۳ به وی سپرده شد. وی به عنوان نوازنده پیانو و کنترباس با ارکستر انجمن موسیقی ملی (به رهبری روح‌الله خالقی) همکاری داشت و پس از بنیاد گرفتن اداره هنرهای زیبا، رهبری ارکستر شماره ۳ هنرهای زیبا را عهده‌دار شد و چند سال نیز رهبر ارکستر هنرستان موسیقی ملی بود.
خادم میثاق آثار گوناگونی آفریده که اهم آنها سرودهای ملی است. وی در گفتگویی که در در سال ۱۳۳۶ با علیمحمد رشیدی در مجله موزیک ایران داشت اظهار نمود: «باید از آهنگ‌های استادان قدیم و از اصول و مبانی موسیقی بین‌المللی که فراخور موسیقی ایران باشد کمال استفاده را کرد. باید در عین حال که موسیقی ایرانی به گوش می‌رسد طوری باشد که قابل معرفی به دنیای امروز باشد…»
از آثار علیمحمد خادم میثاق می‌توان به سرود نیکنامی (روی سروده‌ای از نظامی)، سرود کوشش (فردوسی)، آهنگ‌های «نشاط طبیعت»، «نغمه رودکی» و موسیقی فیلم «همسر مزاحم» به کارگردانی سرژ آزاریان اشاره کرد. بسیاری از سرودهای او در دوره نخست مجله موسیقی (در فاصله سال‌های ۱۳۱۸ تا ۱۳۲۰) به چاپ رسیده و بدین طریق در دسترس علاقه‌مندان قرار گرفته است.
وی در سال ۱۳۳۷ برای گردآوری ترانه‌های محلی در اصفهان به سر می‌برد و در راه بازگشت به تهران، در سانحه رانندگی درگذشت.
برادر علیمحمد خادم میثاق، عطاالله خادم میثاق از برجسته‌ترین ویلن نوازان ایرانی بود که چند سال پیش در اتریش درگذشت. فرزند عطاالله، بیژن خادم میثاق نیز از تکنواز ویلن و مقیم اتریش است که در سال‌های پیش از انقلاب برنامه‌های بسیاری را به عنوان تکنواز با ارکستر سمفونیک تهران، ارکستر انجمن ژونس موزیکال ایران و … به اجرا درآورد.